# 棕黑双锯鲨
棕黑双锯鲨（学名：Figaro piceus）为猫鲨科双锯鲨属的鱼类。在中国，分布于南中国海等。该物种的模式产地在南中国海。